# Голамреза Тахті
Голамреза Тахті (перс. غلامرضا تختی‎; нар. 27 вересня 1930, Тегеран — пом. 7 січня 1968, Тегеран) — іранський борець вільного стилю, дворазовий чемпіон та дворазовий срібний призер чемпіонатів світу, чемпіон Азійських ігор, срібний призер Кубку світу, учасник чотирьох Олімпіад, чемпіон та дворазовий срібний призер Олімпійських ігор. Вигравши 3 медалі на Олімпійських іграх, вважається кращим іранським борцем. Також відомий тим, що він є першим борцем, якому вдалося завоювати медаль в трьох різних вагових категоріях.

## Життєпис
Один з найвідоміших борців в історії Ірану, відомий своєю благородною поведінкою і спортивними досягненнями, через що символізує для іранців саму суть спорту.

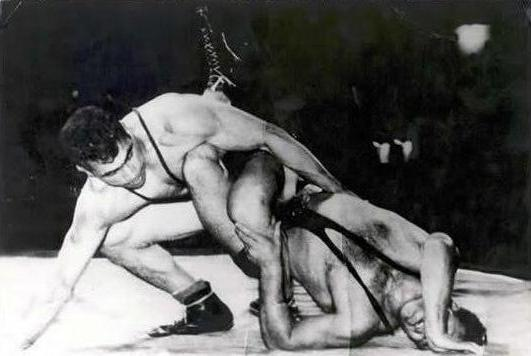
Поєдинок за участю Голамрези Тахті (праворуч)

Почав займатися боротьбою в дитинстві в Тегерані. Після численних тренувань та участі в домашніх турнірах йому вдається завоювати місце в чоловічій команді на чемпіонаті світу 1951 року, який проходить у Гельсінкі, Фінляндія. Там 20-річний Тахті завоював срібну медаль. Цей виступ також дав йому місце на Олімпійських іграх наступного року, які теж проводяться у фінській столиці. На Олімпіаді Голамреза здобуває загалом шість перемог, у трьох з них — поклав суперників на лопатки. Єдиної поразки зазнав від радянського борця Давида Цимакурідзе і отриує срібну олімпійську наогороду.
На наступних Олімпійських іграх — в Мельбурні в 1956 році, Голамреза Тахті завоював золото в категорії до 87 кг. Він переміг семеро борців на шляху до титулу, положивши на лопатку чотирьох з них. 1 грудня того року Голамреза Тахті разом з Імамом Алі Хабібі стали першими олімпійськими чемпіонами Ірану з боротьби.
У 1959 році на домашньому чемпіонаті світу в Тегерані Тахті здобуває свій перший титул чемпіона світу.
На третю свою Олімпіаду до Риму Тахті прибуває з єдиною метою — виграти другий олімпійський титул у категорії до 87 кг. Незважаючи на старт з п'яти чистих перемог, іранський чемпіон програє один поєдинок борцю з Туреччини Ісмету Атли і знову отримує олімпійське срібло.
Наприкінці своєї видатної кар'єри він здобув ще один титул чемпіона світу — на чемпіонаті планети 1961 року, що проходив у Йокогамі, Японія. На наступному чемпіонаті світу в Толедо в 1962 році Тахті завоював срібло в ще вищій ваговій категорії — до 97 кг.
Була ще й четверта Олімпіада у кар'єрі іранського борця у 1964 році в Токіо, на якій 34-річний спортсмен опинився за крок від медалі — на четвертому місці.

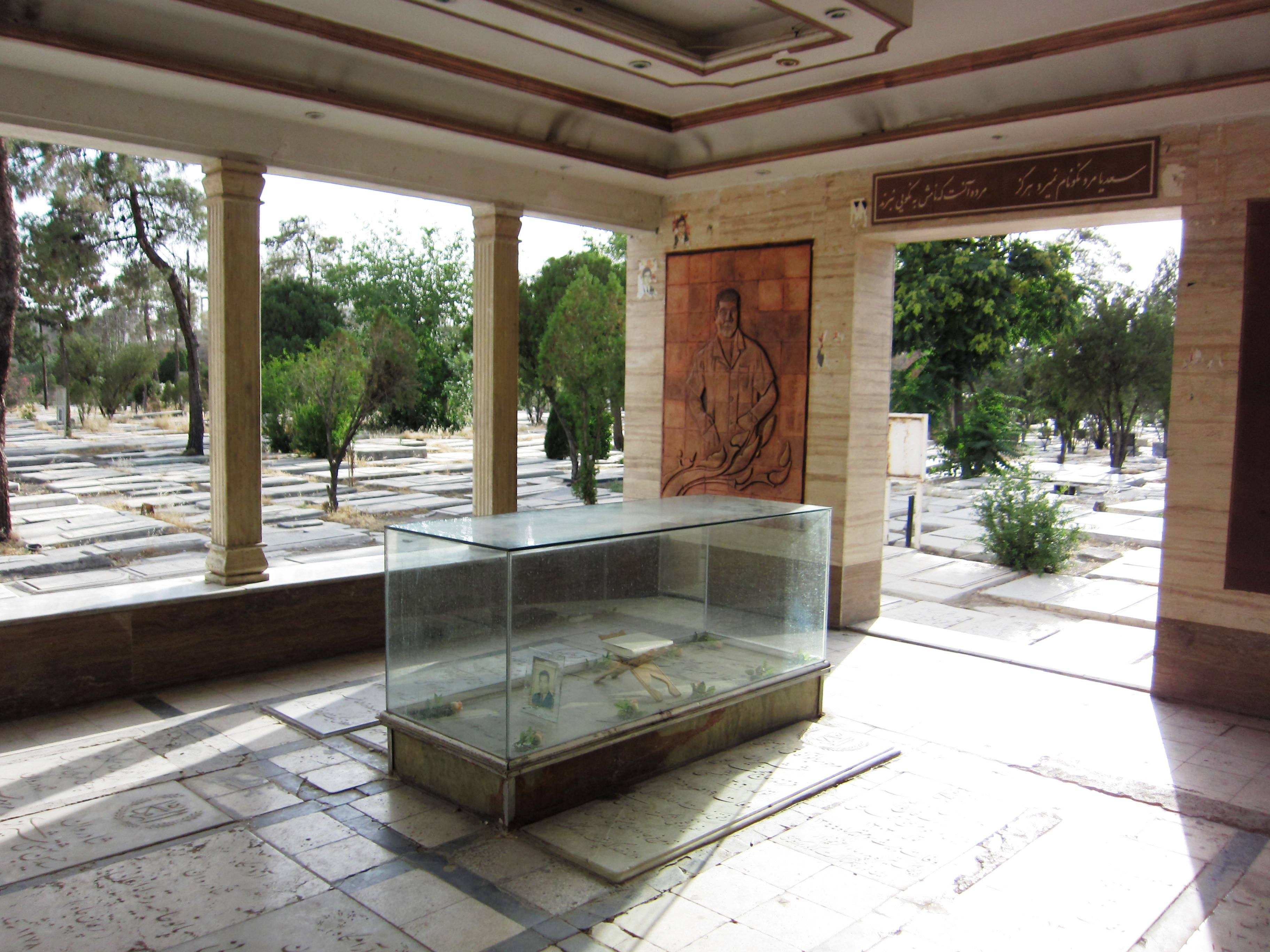
Могила Голамрези Тахті

Окрім своєї видатної спортивної кар'єри, Голамреза Тахті залишається в історії як дуже великий спортсмен на килимі і за його межами. Прикладом цього є його зустріч з українським борцем Олександром Медведєм. На розминці перед їх зустріччю Медведь отримав важку травму ноги. Голамреза вирішує, що перемога не принесе йому задоволення за таких обставин, тому він навмисно не нападає на пошкоджену ногу суперника, хоч зрештою це йому коштувало поразки від українця. Після цього вони стали друзями. Після смерті іранського борця Олександр Медведь продовжував дружити із сином Тахті і, коли бував у Тегерані, неодноразово відвідував могилу друга.
Іранський чемпіон також організував фонд допомоги родичам жертв землетрусу 1962 року в Ірані.
Голамреза Тахті помер у віці 37 років 7 січня 1968 року за загадкових обставин. Офіційною версією причини смерті є самогубство. Проте багато іранців вважають, що його вбили через опозицію до тогочасної влади Ірану. Він похований у південному Тегерані, поблизу міста Рей.

## Вшанування пам'яті

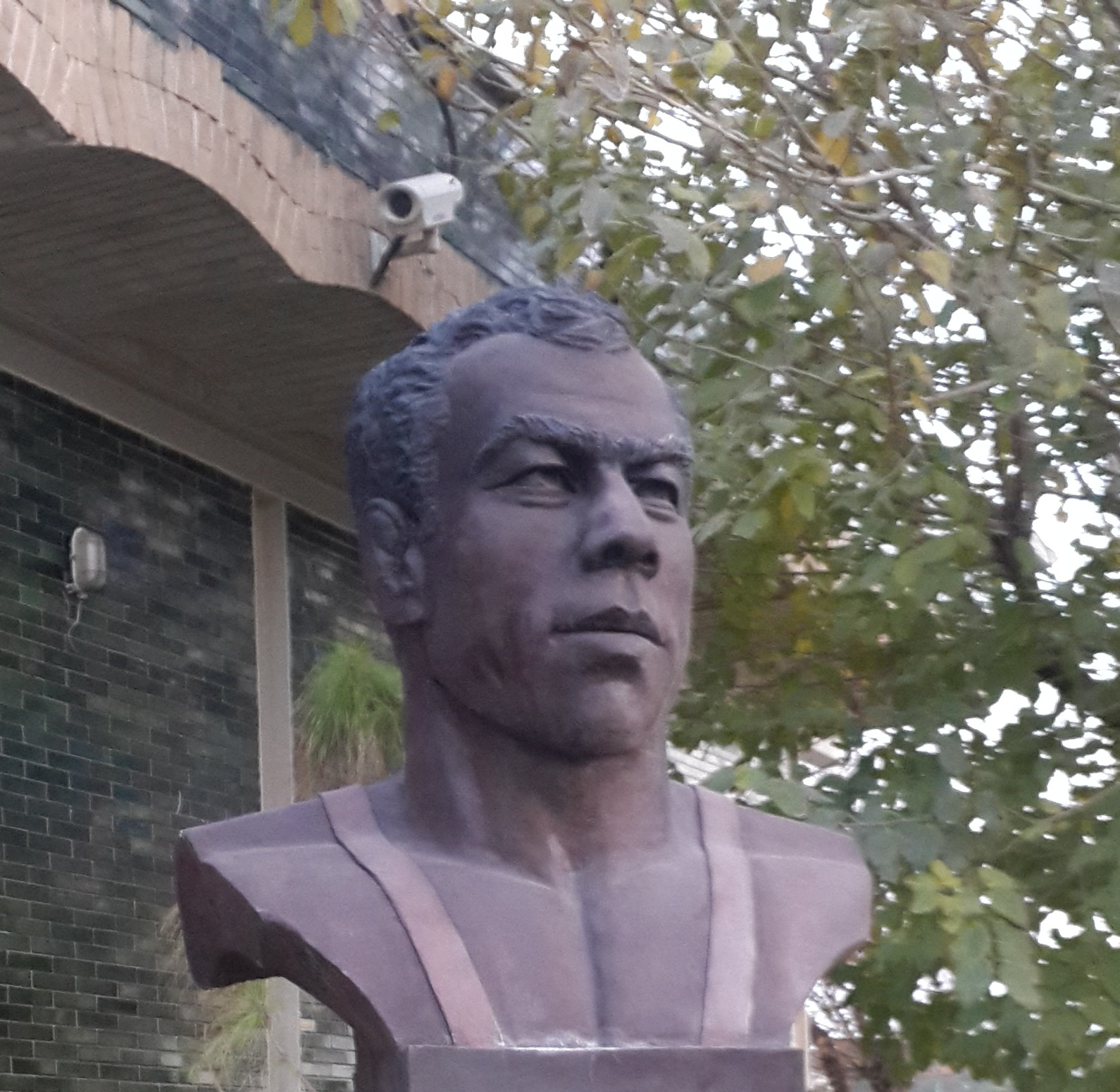
Погруддя Голамрези Тахті на стадіоні Тахті в Тегерані

Тахті був визнаний найкращим спортсменом Ірану XX століття.
У день народження легендарного борця іранці відзначають національний день боротьби.
Його ім'я носять кілька борцівських клубів та стадіонів у різних містах Ірану. Іменем Тахті також названий один з парків в Тегерані.
В Ірані проводиться щорічний престижний міжнародний турнір з боротьби Кубок Тахті, присвячений великому іранському борцю.
У 2015 році в Ірані почали знімати художній фільм про Голамрезу Тахті, якого зіграв його співвітчизник-борець Аліреза Хейдарі.
2007 року включений до Всесвітньої Зали слави Міжнародної федерації об'єднаних стилів боротьби (FILA).
Він також займає 13-е місце у світовому списку найкращих борців XX століття.

## Спортивні результати на міжнародних змаганнях

### Виступи на Олімпіадах
| Змагання                    | Збірна | Вагова категорія          | Місце  |
| --------------------------- | ------ | ------------------------- | ------ |
| Літні Олімпійські ігри 1952 | Іран   | вільна боротьба, до 79 кг | Срібло |
| Літні Олімпійські ігри 1956 | Іран   | вільна боротьба, до 87 кг | Золото |
| Літні Олімпійські ігри 1960 | Іран   | вільна боротьба, до 87 кг | Срібло |
| Літні Олімпійські ігри 1964 | Іран   | вільна боротьба, до 97 кг | 4      |

### Виступи на Чемпіонатах світу
| Змагання                        | Збірна | Вагова категорія          | Місце  |
| ------------------------------- | ------ | ------------------------- | ------ |
| Чемпіонат світу з боротьби 1951 | Іран   | вільна боротьба, до 79 кг | Срібло |
| Чемпіонат світу з боротьби 1954 | Іран   | вільна боротьба, до 87 кг | 5      |
| Чемпіонат світу з боротьби 1959 | Іран   | вільна боротьба, до 87 кг | Золото |
| Чемпіонат світу з боротьби 1961 | Іран   | вільна боротьба, до 87 кг | Золото |
| Чемпіонат світу з боротьби 1962 | Іран   | вільна боротьба, до 97 кг | Срібло |

### Виступи на Азійських іграх
| Змагання           | Збірна | Вагова категорія          | Місце  |
| ------------------ | ------ | ------------------------- | ------ |
| Азійські ігри 1958 | Іран   | вільна боротьба, до 87 кг | Золото |

### Виступи на Кубках світу
| Змагання                    | Збірна | Вагова категорія          | Місце  |
| --------------------------- | ------ | ------------------------- | ------ |
| Кубок світу з боротьби 1958 | Іран   | вільна боротьба, до 87 кг | Срібло |